# سماك سيمنز الفقاعي
سُماك سيمنز الفقاعي (بالإنجليزية: Ichthyosis bullosa of Siemens)‏ أحد أنواع السماك، وهو اضطراب جلدي عائلي نادر، ينتقل بالوراثة الجسدية السائدة؛ فهو اضطراب متعلق بالجينات، وليس له علاج محدد حتى الآن، ويصيب واحداً من كل 500000 شخص.

## التاريخ
وصف لأول مرة من قبل طبيب الجلدية الألماني هرمان فرنر سيمنز عام 1937 بعد دراسته لعائلة مصابة.
وفي 1994 اكتشف الجين المسبب له، وتم إثبات أنه هو ذاته السُماك التقشُّري.

## الأعراض
أعراضه شديدة الشبه بفرط التقرن الحال للبشرة، لكنها أخف وطأة؛ فسماك سيمنز الفقاعي يصيب الطبقات السطحية من البشرة، بينما يصيب فرط التقرن الحال للبشرة طبقات أعمق.
يظهر الطفل عند الولادة بجلد أحمر شبيه بحروق الشمس (حمرة)، وقد تظهر البثور عند الولادة وقد تكون موضعية أو ممتدة تبعاً لشدة المرض، وخلال الأسابيع الأولى من عمر الطفل تختفي الحمرة وتستبدل بجلد جاف متقشر في الذراعين والرجلين والبطن حول السرة، بينما تظهر الأجزاء الأخرى سليمة. ويكون الجلد هشاً وقابلاً للتبثر عند التعرق أو الإصابات البسيطة، وبعد أسابيع يظهر فرط التقرن؛ فيظهر الجلد بلون بني أو رمادي داكن مشققاً على الركبة والمرفق والكاحل، ولا يصيب باطن اليد والقدم، وقد تكون رائحة العرق كريهة إلى حد ما.
وأما يميز سماك سيمنز الفقاعي عن غيره «ظاهرة الانسلاخ»، وهي بقع عارية بلا جلد تقع في وسط الأجزاء مفرطة التقرن.
ومع تقدم السن يتحسن التقشُّر والتبثر، لكن فرط التقرن قد يصبح أكثر حدة لكنه موضعيٌّ يوجد فقط في ثنيات المفاصل الكبيرة.

## التشخيص
الحالات البسيطة يتم تشخيصها عن طريق الفحص والتاريخ المرضي للمريض، أما الحالات الشديدة يصعب تمييزها عن فرط التقرن الحال للبشرة البسيط.
كما تظهر عينة الجلد اضطراباً مميزاً في الأجزاء السطحية من الطبقة الشوكية للبشرة (يصعب تفريقها أيضاً عن فرط التقرن الحال للبشرة).
والجين المسبب للمرض معروف ويمكن الكشف عنه عن طريق اختبارات الجينات.

## الوراثيات
مرض ينتقل بالوراثة الجسدية السائدة، وينتج عن طفرة في الجين keratin 2e [الإنجليزية] على الصبغي 12؛ هذا يعني أن احتمالية مرور الحالة إلى ابن المصاب 50%، ومع ذلك نصف المصابين ليس لديهم أب أو أم مصابة وإنما أصيبوا هم بطفرة تلقائية.

## العلاج
لا يوجد علاج خاص بسماك سيمنز الفقاعي، لكن العلاج الجيني قد يجدي في المستقبل.
يهدف العلاج إلى تحسين مظهر الجلد وتقليل معاناة المُصاب؛ عن طريق تقشير وترطيب الجلد؛ كالتالي:
- المرطبات: كالفازلين وغيره عدة مرات في اليوم.
- الحمامات: لفترة طويلة عدة مرات أسبوعياً، وقد يضاف الملح؛ لتقشير الجلد وتطريته.
- الكريمات المقشرة: التي تحتوي على مواد مقشرة حالَّة للطبقة القرنية كاليوريا وحمض الساليسيليك وحمض اللبنيك.
- المطهِّرات: لقتل البكتيريا ومنع الروائح الكريهة.
- الريتينويد: قد تستخدم في الحالات الشديدة جداً، لكنها ذات أعراض جانبية خطيرة كزيادة البثور.[12]